# Platja de Ponent (Mataró)
La platja de Ponent, coneguda popularment com la platja de l'Estació, és una platja urbana de la costa del Maresme, al municipi de Mataró (Maresme), situada al costat de l'estació de tren. Limita al nord-est amb el port de Mataró i al sud-oest amb un espigó que la separa d'una zona d'escullera que arriba fins a Cabrera de Mar. Es troba al costat d'una zona d'entrada i sortida contínua d'embarcacions, on està prohibit el bany. Orientada al sud-sud-est, té una longitud de 180 metres i una amplada de 30 metres, formada per sorra molt gruixuda, amb un pendent d'entrada a l'aigua molt fort. A la sorra hi ha varades petites barques de pescadors. No ofereix cap tipus de servei. Com que està protegida pel port, l'onatge hi és pràcticament inexistent. Una zona de la platja, de 1.000 m², està habilitada per a gossos.
L'Agència Catalana de l'Aigua efectua un control setmanal de la qualitat de l'aigua, durant la temporada de bany, amb el resultat d'excel·lent.